# Michele Mara

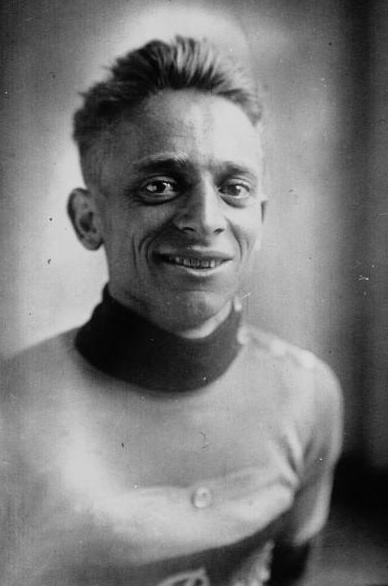
Mara bei der Tour de France 1929

Michele Mara (* 2. Oktober 1903 in Busto Arsizio; † 18. November 1986 in Mailand) war ein italienischer Radrennfahrer.

## Biographisches
Im Frühjahr 1928 gewann er die Coppa del Re und die Coppa San Geo, eines der wichtigsten Amateurrennen in Italien. Als Amateur wurde er Zweiter bei der Straßenradweltmeisterschaft der Amateure 1928 in Budapest. Er fuhr seither als Profi für das Team Bianchi. Seine größten Erfolge feierte er im Jahr 1930, er gewann in diesem Jahr die Lombardei-Rundfahrt und Mailand–Sanremo sowie fünf Etappen des Giro d’Italia. 1930 siegte er im Rennen Rom–Neapel–Rom. 1931 gewann er zwei Etappen des Giro d’Italia.
Mara beendete seine Karriere 1935. Auch sein jüngerer Bruder Enrico Mara war Radprofi.